# Heligmonevra fuscinalonga
Heligmonevra fuscinalonga är en tvåvingeart som beskrevs av Tomasovic och Patrick Grootaert 2008. Heligmonevra fuscinalonga ingår i släktet Heligmonevra och familjen rovflugor.
Artens utbredningsområde är Singapore. Inga underarter finns listade i Catalogue of Life.